# Hibiscus coccineus
Espèce
Classification phylogénétique

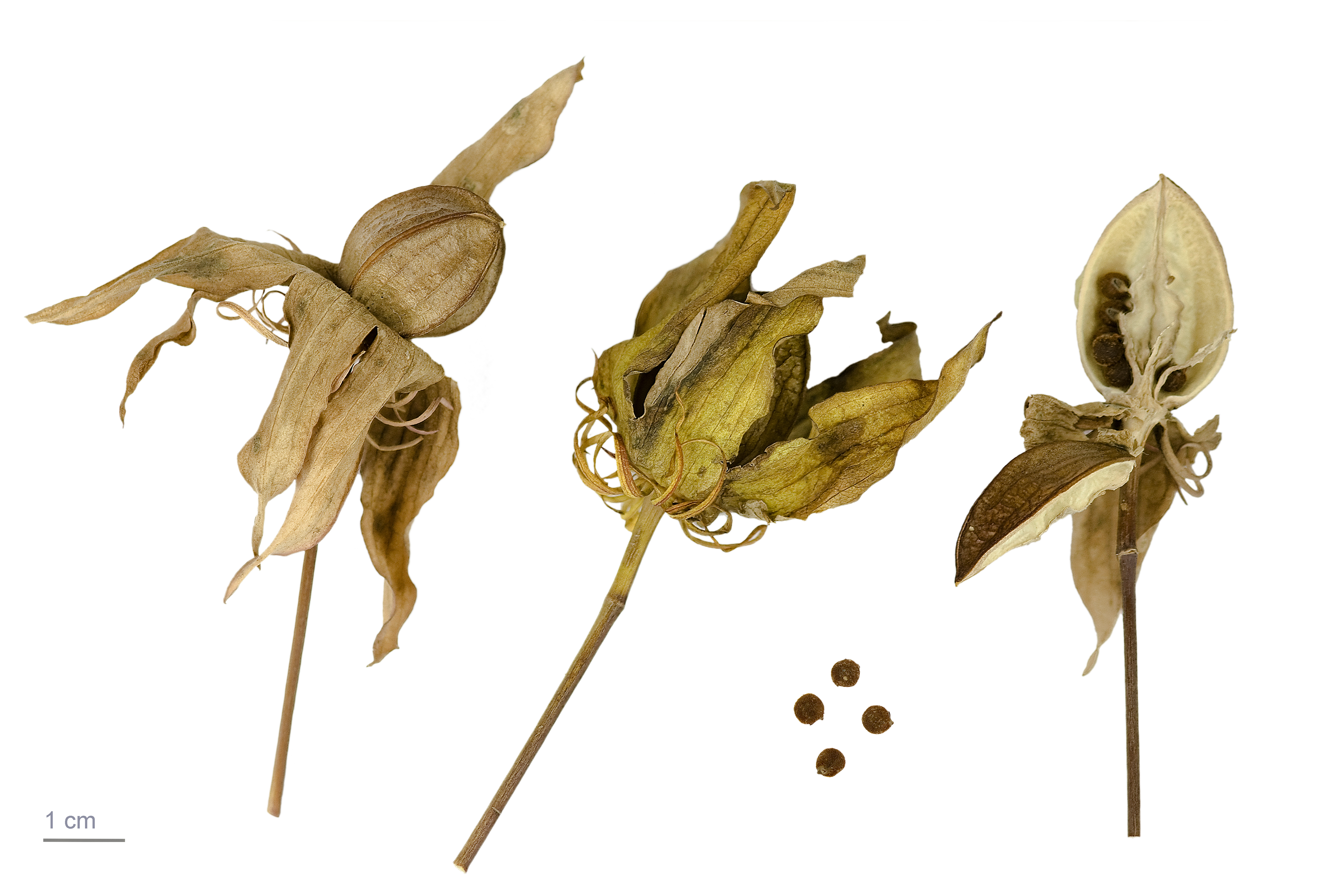
Hibiscus coccineus - Muséum d'histoire naturelle de Toulouse

Hibiscus coccineus ou Ketmie écarlate, Étoile du Texas, Hibiscus écarlate plus rarement Poinsettia d'été, est une espèce de plante vivace herbacée caduque de 1,5 à 2 m de hauteur. Elle est originaire des zones humides et des marais du sud-est des États-Unis.

## Description

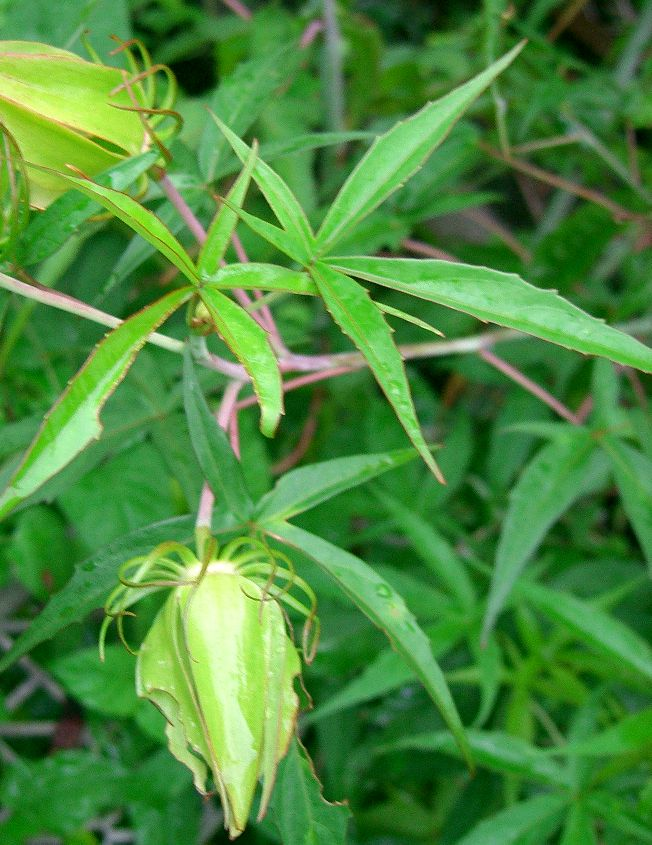
Feuilles et fruit

Ses feuilles sont finement découpées, à lobe étroit, dentée et pointue les faisant ressembler à celles du cannabis.
Les fleurs de 16 à 20 cm de diamètre et plus apparaissent de juillet à septembre. Elles ont 5 pétales spatulées et une durée de vie d'une journée.
Le fruit est une capsule de 1 à 2,5 cm de diamètre.
Hibiscus coccineus est rustique au froid jusqu'en zone USDA 7b (-12,3 à -14,9 °C) où il repart de souche au printemps.

## Culture
Hibiscus coccineus requiert une exposition en plein soleil et un sol humifère et bien humide (sauf en hiver) mais non stagnant. Il peut s'avérer sensible aux pucerons et cochenilles.

## Variétés
La forme sauvage la plus souvent rencontrée en culture est rouge à jeunes feuilles teintés de rouge. La variété ‘Lord Baltimore’ présente des fleurs rouge profond.
Hibiscus coccineus var. 'Alba' à des fleurs blanc pur. Il a été découvert aux États-Unis en 2005. Son origine est incertaine, peut être une mutation naturelle. Les jeunes tiges n'ont pas de teinte vert-rouge. Il est légèrement plus petit et plus florifère que l'Hibiscus coccineus rouge.[réf. nécessaire]